# 人民革命同盟 (マグウェ)
人民革命同盟 (マグウェ)  (じんみんかくめいどうめい (マグウェ)、ビルマ語: ပြည်သူ့တော်လှန်ရေးတပ်ပေါင်းစု (မကွေး)あるいはလူထုတော်လှန်ရေး မဟာမိတ်အင်အားစု (မကွေး))、英語: People’s Revolutionary Alliance (Magway)、略称: PRA)はミャンマー軍に対する自衛組織である。2021年ミャンマークーデター後組織され、マグウェ地方域で活動している。

## 歴史
PRAの総司令官であるチョーコーシェンは、軍が権力を握る前に民主的権利を行使する市民団体で活動していた。チョーコーシェンと地元の若者はマグウェイ地方で軍事クーデターに反対する平和的な抗議活動を行ったが、軍事評議会はこれを暴力的に弾圧した。軍部による暴力的な衝突と殺戮の後、彼らは武装抵抗を開始することを決意した。
2023年4月7日、PRA-マグウェは軍事政権が支配する第10軍備工場にミサイルを発射し、工場を焼き払い、兵士数名を殺害した。この作戦は、この地域の国民防衛隊とチンランド防衛隊により支援された。

## 目的
PRAは、ミャンマー軍事独裁政権を含むすべての専制政治を終わらせ、人間の存在、尊厳、自由、自らの運命を切り開く権利に基づくフェデラル民主主義国家を建設し、経済的公正、政治的公正、社会的公正のある新しい社会を促進することを目的としている。

## 組織

### 女性政策
PRAは基礎訓練に政治およびジェンダーの権利に関する授業を採り入れている。PRAのドローン部隊はアラカン軍（AA）の下で訓練を受けているが、指揮官は女性で、ドローン操縦士にも数人の女性がいる。政治教育の担当者も女性である。